# Ежевица
Ежевица  — деревня  в  Смоленской области России,  в Ельнинском районе. Население — 28 жителей ( 2007) .  Расположена в юго-восточной части области  в 23 км к юго-востоку от города Ельня, в 4 км севернее автодороги  Р96 Новоалександровский(А101)- Спас-Деменск — Ельня — Починок, в 7 км западнее от границы с  Калужской областью. Железнодорожная станция «Ежевица» на линии Смоленск  - Сухиничи. Входит в состав Теренинского сельского поселения.

## История
В годы Великой Отечественной войны деревня была местом ожесточённых боёв и была оккупирована гитлеровскими войсками в октябре 1941 года.  Была освобождена 27 августа 1943 года. 

## Экономика
Фермерское хозяйство «Восток» .